# Траковиці
Траковиці (словац. Trakovice) — село в окрузі Глоговец Трнавського краю Словаччини. Площа села 11,63 км². Станом на 31 грудня 2015 року в селі проживало 1510 жителів.

## Історія
Перші згадки про село датуються 1275 роком.

## Населення
| Рік:            | 1994. | 2004.   | 2014.    | 2024.   |
| --------------- | ----- | ------- | -------- | ------- |
| Кількість осіб: | 1253  | 1321    | 1511     | 1539    |
| Різниця:        |       | +5,42 % | +14,38 % | +1,85 % |

| Рік:            | 2023. | 2024.   |
| --------------- | ----- | ------- |
| Кількість осіб: | 1545  | 1539    |
| Різниця:        |       | -0,38 % |